# Addabah
Addabah é um dos quatro distritos do estado de Ash-Shamaliyah, no Sudão.